# Глиноликий
Глиноликий (англ. Clayface) — псевдоним, используемый несколькими суперзлодеями вселенной DC Comics. Все являлись врагами Бэтмена.

## Биография

### Бэзил Карло
Первым злодеем, назвавшимся Глиноликим, был Базиль Карло, дебютировавший в июне 1940 г. в «Детективных комиксах. № 40». Дать такое имя актёру-убийце Билла Фингера и Боба Кейна вдохновили личности двух голливудских звёзд 30-40-х гг. — Бэзила Рэтбоуна и Бориса Карлоффа, игравших вместе в фильме «Сын Франкенштейна» 1939 года.
Карло, как и Карлофф, был знаменитым исполнителем «страшных» ролей, а также мастером грима. Однако он ухитрился обзавестись настолько дурной репутацией, что больше никто не хотел смотреть его картины. Бэзил оказался не у дел и вскоре узнал, что студия «Аргус пикчерс» готовит ремейк одной из его известнейших лент — «Замок ужаса». В оригинале Карло играл убийцу по кличке Ужас, в новом же фильме роль досталась звезде Кеннету Тодду. Бэзил, приглашённый в качестве консультанта, тайно поклялся сделать все возможное, чтобы вернуть себе славу. Но, сыграв множество маньяков и чудовищ, он был больше не в состоянии различать реальность и кино и поэтому действовал точно так же, как его киномонстры. Он начал прямо на съёмках убивать актрис, игравших роли жертв Ужаса. Последним Карло планировал убрать Кеннета Тодда и, заняв его место, стать единственной звездой фильма. Чтобы завершить картину помешательства, надо добавить, что Бэзил во время совершения преступлений маскировался, используя грим одного из собственных персонажей — Глиноликого.
Первой жертвой Карло стала актриса Лорна Дейн: во время съёмок сцены убийства её героини злодей вырубил свет и сделал всё по сценарию. В числе подозреваемых оказались экс-бойфренд Лорны Фред Уокер, уволенный режиссёр «Замка ужаса» Нед Нортон и терроризировавший кинокомпанию местный рэкетир Рокси Бреннер. Вторым Глиноликий убрал Уокера, который опознал его и пытался шантажировать. Когда же убийца напал на игравшую следующую жертву Ужаса Джулию Мэдисон, подругу Брюса Уэйна, он наконец был пойман Бэтменом и Робином и отправлен в тюрьму.
Вскоре Карло сбежал, но был возвращён в тюрьму благодаря стараниям героического дуэта и Джулии. Затем он был на долгие годы забыт, и его место занял второй Глиноликий, который, в отличие от предшественника, обладал суперсилами.
Про Бэзила Карло вспомнили лишь в 1980 году — он стал главным подозреваемым в нападении на собравшихся на яхте представителей хоррор-индустрии. Однако в финале выяснилось, что преступником был актёр Джон Карлингер, преследовавший собственные цели. В этой же истории Карло был убит Карлингером, но этот факт был «забыт» после «Кризиса на бесконечных Землях».
В «послекризисном» DCU первый Глиноликий вновь активно участвует. Здесь его навещает в больнице Сондра Фуллер, женщина, ставшая четвёртым Глиноликим, благодаря террористической организации «Кобра». Злодеи не сразу, но все же находят общий язык. Они решают собрать остальных существ с такими же именами. Так был основан Грязевой союз. Помимо Бэзила и Сондры (также известной как Леди Глина, которая обретала качества всего, во что превращалась) в него вошли Глиноликий III, чьё прикосновение было смертельным, и почётно погибший Мэтт Хейген, которого безуспешно попытались оживить. Целью новой команды была победа над Тёмным рыцарем. Когда же враг был захвачен, Карло перехитрил своих соучастников, взяв у них пробы крови и впрыснув их себе. Таким образом он получил все их силы, став Абсолютным Глиноликим (англ. The Ultimate Clayface). Благодаря усилиям Летучей Мыши и Наблюдательницы, одной из Отщепенцев, монстр провалился под землю, где был заключён в пещере, полной кристаллов кварца. Там он годами впитывал их свойства и получил их способность вырабатывать электричество (пьезоэлектричество). Карло выбрался на поверхность после того, как землетрясение сотрясло Готэм, превратив его в «ничью землю». Здесь злодей вступил в поединок с мистером Фризом за право убить Бэтмена, но оба преступника были пойманы Тёмным Рыцарем. После роспуска всех обитателей «Аркхэма» Глиноликий взял в плен Ядовитый Плющ, заставив выращивать для него необычайно ценные на «ничьей земле» овощи и фрукты, но и этот его план был сорван Бэтменом. Памела жестоко расправилась с Карло, заставив растения прорасти сквозь его тело. Скорее всего именно после этого монстр лишился способности расплавлять людей и создавать электричество.
Но Карло вернулся из небытия вновь, решив на сей раз увеличить свои силы, поглотив Чудо-Женщину, вылепленную её матерью из глины. План почти удался злокозненному монстру, но Диане на помощь пришли Найтвинг и Донна Трой. Впоследствии, будучи членом Общества суперзлодеев, Глиноликий успел сразиться с Пауэр Гёрл, Хищными птицами, несколько раз сталкивался с Супергёрл, поучаствовал в нападении на свадьбу Зелёной стрелы и Чёрной Канарейки и был отправлен на Адскую планету. Вернувшись, благодаря плану Лекса Лютора, на Землю, Карло стал участником Тайного общества суперзлодеев Либры и взорвал редакцию «Дэйли Плэнет».
После нового перезапуска, в обновлённой вселенной New 52 Бэзил является единственным Глиноликим. Первый раз он появляется как один из пациентов клиники «Аркхэм», которые подняли бунт, подавленный Бэтменом и Найтвингом.
Потом Глиноликий участвует в заговоре против Бэтмена, приняв облик Джокера. После победы Бэтмена над ним, был снова помещён в Аркхэм, где был вынужден противостоять Когтям — агентам организации Суд Сов, которая осудила на смерть управляющего клиникой доктора Джеремию Аркхэма.
После этого Ядовитый Плющ получила контроль над Глиноликим с помощью южноамериканского растительного галлюциногена и заставила думать его, что они поженились, чтобы получить себе в помощники столь мощного суперзлодея. Бэтмен освобождает его от контроля, и Карло мстит Плющу.

### Мэтт Хэйген
Мэтт Хэйген был охотником за сокровищами и нашёл таинственную пещеру с радиоактивным бассейном протоплазмы. Погружаясь в него, Мэтт превращался в податливую глину, которая может принять любой желанный ему облик. Однако, это лишь временный эффект, и ему требуется периодически возвращаться в бассейн для поддержания использования своих сил.
Позже Хэйген копирует протоплазму из пещерного бассейна в химической лаборатории. Но искусственная протоплазма даёт ему только 5 часов способностей, в сравнении с двумя сутками от погружения в радиоактивный бассейн.
Мэтт множество раз сбегал из тюрьмы, каждый раз возвращаясь к своей пещере, чтобы окунуться в грязь и совершать новые преступления. Однажды Бэтмен проследил Глиноликого до пещеры и воспользовался чудо-грязью, чтобы сразиться с ним наравне. В другой раз злодей принял обличье Супермена, получив таким образом криптонианские способности и боролся против Супермена, Бэтмена и Робина, но герои смогли победить Хэйгана, использовав красный криптонит. Позже Глиноликий вступил в сговор с Брейниаком, но снова проиграл. Хэйган, Лекс Лютор, Брейниак, Горилла Гродд, Синестро и Властелин Океанов вошли в состав группы злодеев, атаковавшую Лигу Правосудия, но были разбиты.
Но в конце концов Глиноликий был убит демоном теней во время Кризиса на бесконечных Землях. Во время сюжета с «Грязевым союзом», когда объединились несколько злодеев, использующих имя Глиноликого, Мэтт получает место в союзе посмертно.
В пост-кризисной вселенной Хэйган остаётся мёртвым, но меняются обстоятельства его встречи с Бэтменом. В данной версии именно Мэтт был первым Глиноликим и сразился с Уэйном уже через 3 недели после того, как Брюс стал супергероем в маске. Мэтт Хейген грабил ювелирные лавки и был прихвостнем преступного босса Ксиласа. После попытки обмануть босса и забрать добычу себе, он прячется в пещере с грязью, дарующей невероятные силы. Используя новоприобретённые суперсилы, Хэйган нападает на Ксиласа, но вскоре после этого Бэтмен обезвреживает злодея. А Карло же считал себя первым Глиноликим, потому что он сыграл его роль в кино задолго до получения Хэйганом сил. Одно из последующих столкновений Хейгеном-Глиноликим стало последним общим делом Тёмного Мстителя и Дика Грейсона в качестве Робина. В последнее появление Хэйгана в комиксах — в комиксе «Ястреб и Голубь. Ежегодник № 1» (1990 год), где он предстаёт как призрак.

### Престон Пэйн
Престон Пэйн с детства страдал от врождённого уродства (гипопитуитаризм), но он был гениальным учёным, благодаря чему получил работу в научной лаборатории «STAR», в которую попал Мэтт Хэйген. Желая использовать его способность менять внешность, чтобы получить нормальную внешность, Пэйн договаривается с Хэйганом: учёный организовывает побег злодея, а тот в качестве платы позволяет взять у него образец крови. Престону удаётся выделить особый фермент из крови Хэйгена и получить способности Глиноликого. Он меняет свою внешность, становится красавцем и приглашает на свидание девушку. Но во время встречи с ней у Пэйна начинает деформироваться лицо, а он сам испытывает сильную боль, но случайное прикосновение к девушке прекращает процесс распада тела и убирает боль, а сама девушка умирает, расплавившись. Пэйн строит специальный костюм, предотвращающий любые касания, опасаясь ещё кого-нибудь убить, а также дающий ему сверхчеловеческую силу. Но вскоре он понимает, что ему надо расплавлять других для поддержания собственной жизни. У Пэйна начинаются психологические проблемы, и в конце концов, он сходит с ума и влюбляется в восковой манекен, который он называет «Еленой», считая единственной женщиной, невосприимчивой к его прикосновениям. После очередного побега Глиноликий прячется в магазине, где живёт с Еленой. Но однажды манекен переставляют в отдел женского нижнего белья, что безумец воспринимает как измену. Он расплавляет охранника магазина, которого подозревает в «соблазнении» Елены. А после прибытия Бэтмена пытается убить и его, думая, что герой имеет планы на Елену. Бэтмен побеждает злодея и того, отправляют в Аркхэм вместе с манекеном.
Во время событий «Грязевого союза» Пэйна в Архэме посещает Сондра Фуллер, четвёртая Глиноликая, под видом супергероини Красавицы (англ. Looker). В ту же ночь Престон «спорит» с Еленой, желая «расстаться» с ней и случайно отбивает у неё голову. Думая, что он убил её, Пэйн впадает в ярость и сбегает из Архэма. Фуллер, всё ещё использующая внешность и способности Красавицы, заставляет Пэйна следовать за нею в команду Бэзила Карло. Но Карло предаёт своих союзников и сбегает, захватив с собой образцы крови Пэйна и Фуллер, чтобы заполучить себе их способности. Престон преодолевает контроль Сондры и пытается её убить, но женщина сожалеет, что была вынуждена им управлять.
Двое Глиноликих влюбляются и начинают жить вместе, и у них даже рождается сын Кассий. С помощью некоторых медицинских препаратов Пэйн учится контролировать свою необходимость расплавления и теперь этот «голод» стал исключительно психологическим.

### Сондра Фуллер
Сондра считала себя уродливой и поэтому дала согласие на предложение суперзлодея Кобры получить способность менять внешность. Кроме того у Фуллер появилась возможность получать силы того, чью форму она принимала. Кобра пытался победить с её помощью супергеройскую команду Аутсайдеров, но проиграл. После этого женщина жила, принимая внешности красивых кинозвёзд и знаменитостей, но не могла смириться с тем, что ей приходится играть чужие роли. Она узнала о других людях со способностями подобной её и навестила Базиля Карло в больнице, и тот смог её уговорить поучаствовать в его плане убийства Бэтмена. Для его исполнения Фуллер нашла третьего Глиноликого и управляла им, используя способность супергероини Наблюдательницы манипулировать разумами других. Но Базиль предал их и бросил на произвол судьбы после того, как заполучил их способности расплавлять людей и перенимать суперсилы. Престон был в ярости, что Леди Глина пыталась им управлять, и напал на неё, но она извинилась перед ним. Престон и Сондра влюбляются друг в друга, и так как Фуллер была единственной иммунной к расплавлению Пэйна, в результате любви двух монстров родился их сын Кассий.

### Кассий «Клей» Пейн
Вскоре после событий связанных с Грязевым союзом в Batman # 550 вводят нового Глиноликого. Его имя Кассий и прозвище — Клэй (англ. clay — глина) является ссылкой на настоящее имя знаменитого боксёра Мухаммеда Али — Кассиус Клэй.
После предательства Карло и расторжения Грязевого союза Престон Пэйн и Сондра Фуллер влюбляются в друг друга и вскоре у них рождается ребёнок. Мальчик получает имя Кассий. Вскоре ребёнка похищает маньяк Бойня. Мальчика спасает Жан-Поль, известный ранее как Азраиль, а на тот момент исполняющий роль Бэтмена. После этого Кассия изолируют от родителей в секретной лаборатории, чтобы изучить его способности.
Также как и его родители, он имеет глиноподобную плоть, но не может менять внешность в отличие от них. Но зато он может отделять свои части, которые могут иметь самостоятельное сознание. Также как и его отец может расплавлять людей. Его главная особенность — возможность объединяться с людьми, предоставляя им общие возможности Глиноликих — глиняную плоть, которую невозможно повредить и которая может менять форму, и также свои индивидуальные способности — расплавление и разделение на части.

### Питер Малли
Шестой Глиноликий появляется одновременно с Пятым, в Batman # 550. Он является учёным из лаборатории Департамента экстранормальных операций — доктором Питером Малли, который сливается с образцом глины Кассия Клэя. Он получает способности к смене формы, а также силу расплавлять предметы лишь взглянув на них. После его поражения его останки хранятся в штаб-квартире ДЭО.

### Тодд Расселл
Дебютировал в Catwoman Vol. 3, # 1 (январь 2002), но был полностью показан только в Catwoman Vol. 3, # 4 (май 2002 г.) Убийца, охотящийся на проституток в готэмском Ист-Энде, побеждённый Женщиной-кошкой, сумевшей заманить преступника в морозильную камеру. Известно, что служил в армии, и был ранен в бою, после чего был подвергнут опытам, давшим ему суперспособности. После его плененения он был снова подвержен опытам в готэмской Стар-Лабс, пока Женщина-кошка не освободила его.

### Джонни Уильямс
Восьмой Глиноликий дебютировал в ноябре 2005 года. Он является пожарным, Джонни Уильямсом, который получает силы сходные со способностями других Глиноликих, в результате взрыва на химическом заводе, который тушил Джонни. Он обнаруживает произошедшие с ним изменения после того, как случайно убивает проститутку. Мучаясь чувством вины за содеянное, он пытается совершить самоубийство. Но он встречает Хаша и Загадочника, которые рассказывают, что именно химикаты превратили его в чудовище и что они могут его вылечить, если он будет им помогать. Его заставляют принять участие в плане Хаша по сведению Тёмного рыцаря с ума. Уильямс вынужден изображать якобы умершего Томаса Эллиота (который и является Хашем), а потом и погибшего напарника Бэтмена — Джейсона Тодда, чтобы сломить супергероя. Но потом Джонни понимает, что им манипулируют и зная, что он скоро умрёт, предлагает помощь Бэтмену против Хаша в обмен на защиту своей семьи.

## Вне комиксов

### Фильмы
- Версия Глиноликого Бэзила Карло появляется в «Лего Фильме: Бэтмен», озвученной мужским голосом Кейт Микуччи. Он среди злодеев, которые помогают Джокеру в его захвате Готэм-сити. Во время церемонии, когда Барбара Гордон приведена к присяге в качестве нового комиссара полиции, Джокер назначает мистера Фриз и Глиноликого, чтобы поймать ее. Барбара обманывает Мистера Фриза и заставляет его заморозить Глиноликого. Во время битвы с обитателями Фантомной зоны мистер Фриз и Глиноликий победили Кракена из Битвы Титанов.
- Фильм «Глиноликий» выйдет 11 сентября 2026 году. Фильм станет частью первой главы «Вселенной DC» под названием «Боги и монстры». Том Рис Харрис сыграет персонажа в фильме.[3]

### Телевидение

Глиноликий (Итан Беннетт)
в мультсериале «Бэтмен»

- Впервые Глиноликий появился на экране в мультсериале «Новых приключениях Бэтмена» (1977). Это был Мэтт Хейген, и его образ и способности соответствовали таковым в комиксах. Его озвучивал Лу Шеймер.
- В мультсериале «Бэтмен» 1992 года Глиноликим является Хэйган, но в его историю включены фрагменты биографий других Глиноликих. Озвучивал персонажа актёр Рон Перлман. Он был известным актёром, но после автомобильной аварии остался изуродованным. Бизнесмен и преступник Роланд Дагетт предложил ему мазь, позволяющую менять внешность, в обмен на помощь в преступлениях. Мэтт сам не заметил, как стал зависим от мази и Даггета, а его поведение стало схоже с наркоманией. Когда Хейган попытался выйти из дела, похитив с завода Даггета целую канистру чудо-мази, подручные Даггета влили все содержимое канистры бывшему актёру в рот. Это подарило Хэйгану возможность менять форму тела, но при этом он стал похож на големоподобное существо (Глинноликого). Глиноликий смог отомстить Дагетту и его парням. Вскоре он ограбил банк и под видом охранника скрылся, однако вскоре грязь с него начала капать. Чтобы обрести вид человека он проникает в лабораторию и крадёт вакцину. Бэтмен находит дом его подруги и там после боя тот падает в океан и растворяется.
  - В мультсериале Новые приключения Бэтмена принимает образ человека.
  - В этом же образе и с этой же озвучкой Глиноликий появился и в одной серии мультсериала «Лига Справедливости», где вошел в состав Тайного общества суперзлодеев, возглавляемого Гориллой Гроддом.
- В эпизоде «Искусство глины» телесериала «Хищные птицы» (2003) появляются два Глиноликих — первый из них, способен изменять форму и содержится в «Аркэме», второй — его сын Крис Кассиус, который прикосновением превращает людей в глину. Роль первого исполнил Кирк Бальц, второго — Иан Рид Кеслер.
- В мультсериале «Бэтмен» 2004 года Глиноликим становится оригинальный персонаж, полицейский детектив Итан Беннетт, являющийся другом детства Бэтмена; причём виновником его трансформации является Джокер. Однако позднее Итан приходит в себя и добровольно сдаётся в Аркхэм с намерением искупить свои злодеяния. Позже появляется и второй Глиноликий — Бэзил Карло, получивший свои силы тем же способом, но решивший остаться злодеем.
- В мультфильме 2015 года «Безграничный Бэтмен: Нашествие монстров» Глиноликий выступает в роли подручного Джокера.
- В «Безграничный Бэтмен: Роботы против мутантов»: Глиноликий стал одним из злодеев, на котором использовали вещество для увеличения размеров.
- В третьем и втором сезонах телесериала «Готэм» появляется Бэзил Карло, в истинном обличии сыгранный Брайаном Макмэнамоном. Здесь он является погибшим актёром, вернувшимся к жизни в результате экспериментов Хьюго Стрейнджа. Ему вживили ДНК осьминога, что дало ему способность деформировать своё лицо и придавать себе любую чужую внешность. По приказу Стрейнджа Бэзил притворился Джимом Гордоном, чтобы отвести полицию от Аркхэма, но был публично разоблачён его бывшей невестой Барбарой Кин, заметившей разницу в поведении и деформировавшей лицо самозванца с помощью обычной пощёчины. В третьем сезоне Бэзил по приказу Загадочника некоторое время притворяется призраком отца Пингвина в попытках свести его с ума.
- В мультсериале «Харли Квинн» Глиноликий — второстепенный персонаж, член команды Харли.
- В «Бэтмен: Крестоносец в плаще» (2024). Роль озвучил Дэн Донохью. Из-за своей внешности Бэзил Карло вынужден довольствовать одноплановыми ролями злодеев. Получив отказ от коллеги Ивонн Фрэнсис, он решается на применение экспериментальной сыворотки. Изначально она даёт хороший эффект, но в дальнейшем выясняется, что лицо Бэзила перестало сохранять свою форму. Он похищает Фрэнсис и инсценирует свою смерть, убив создателя сыворотки, но Бэтмен побеждает его и исчезает, прежде чем Рене Монтойя успевает его схватить.
- Персонаж появится в телесериале «Монстры-коммандос» (2024) который является частью первой главы «Вселенной DC» под названием «Боги и монстры». В телесериале Глиноликий является «маньяком-убийцей», притворившимся Айлой МакФирсон, профессором, специализирующимся на изучении Фемискиры. Алан Тьюдик озвучивает персонажа

### Видеоигры
- Глиноликий является вторым боссом игры Batman: Rise of Sin Tzu.
- Глиноликий появляется в Lego Batman: The Videogame. Упоминается, что этот Глиноликий является Базилем Карло. Он — приспешник Загадочника, является первым боссом игры за героев. Здесь его действия и манеры предполагает низкий уровень интеллекта.
- В Batman: Arkham Asylum Глиноликий находится в своей камере за прозрачным стеклом и принимает вид союзников Бэтмена (Аарона Кэша, Квинси Шарпа, комиссара Гордона), прося героя выпустить его. После разоблачения он принимает облик комиссара Гордона и уже не просит его выпустить, а только смеётся. В найденном досье указано, что это Бэзил Карло. Тем не менее в камере находится манекен, который является отсылкой к Елене — «возлюбленной» Пэйна.
- В Batman: Arkham City, сиквеле Arkham Asylum, Глиноликий является финальным боссом. В данной версии Карло был наделён способностями Совершенного Глиноликого, способного изменять облик, превращать части тела в холодное оружие и даже создавать клонов. Был с самого начала в сговоре с Джокером и помогал ему обманывать Бэтмена, превращаясь в копию клоуна. После победы Бэтмена предположительно погиб, упав в обрушившуюся Яму Лазаря.
- В игре «LEGO Batman 2: DC Super Heroes» Глиноликий является одним из дополнительных боссов игры и игровым персонажем в свободной игре.
- В игре «LEGO DC Super-Villains» Глиноликий является одним из главных героев.

## Критика и отзывы
- Глиноликий занимает 73 место в списке 100 величайших злодеев комиксов по версии IGN[4]